# Cucujoidea
Cucujoidea je nadčeleď brouků v infrařádu Cucujiformia.

## Čeledi
- Alexiidae Imhoff 1856
- Biphyllidae LeConte 1861
- Boganiidae Sen Gupta and Crowson 1966
- Bothrideridae Erichson 1845
- Byturidae Jacquelin du Val 1858
- Cavognathidae Sen Gupta and Crowson 1966
- Cerylonidae Billberg 1820
- Coccinellidae Latreille 1807
- Corylophidae LeConte 1852
- Cryptophagidae Kirby 1937
- Cucujidae Latreille 1802
- Discolomatidae Horn 1878
- Endomychidae Leach 1815
- Erotylidae Latreille 1802
- Helotidae Reitter 1876
- Hobartiidae Sen Gupta and Crowson 1966
- Kateretidae Erichson in Agassiz 1846
- Laemophloeidae Ganglbauer 1899
- Lamingtoniidae Sen Gupta and Crowson 1966
- Latridiidae Erichson 1842
- Monotomidae Laporte 1840
- Nitidulidae Latreille 1802
- Passandridae Erichson 1845
- Phalacridae Leach 1815
- Phloeostichidae Reitter 1911
- Propalticidae Crowson 1952
- Protocucujidae Crowson 1954
- Silvanidae Kirby 1937
- Smicripidae Horn 1879
- Sphindidae Jacquelin du Val 1860